# Dijon
Dijon je grad na istoku Francuske, u pokrajini Burgundiji čija je povijesna prijestolnica. Glavni je grad departmana Côte-d'Or. Godine 2007. imao je 155.387 stanovnika.
Grad leži oko 300 km jugoistočno od Pariza. TGV vlak velikih brzina od pariške stanice Gare de Lyon do Dijona vozi sat i četrdeset minuta. Lyon je udaljen 180 km, a Lausanne u Švicarskoj 150 km.
Dijon je prometni, komercijalni i industrijski centar te sjedište Université de Bourgogne, sveučilišta osnovanog 1722. godine. Svjetski je poznat po senfu i vinu. U gradu se svake jeseni održava međunarodni i gastronomski sajam koji je, s preko 500 izlagača i 200.000 posjetitelja svake godine, jedan od deset najvažnijih sajmova u Francuskoj. Dijon je također svake tri godine dom međunarodnoj izložbi cvijeća Florissimo.
U Dijonu je 1832. rođen Gustave Eiffel te sv. Ivana Franciska de Chantal.

## Obrazovanje
- Burgundy School of Business

## Ugovori o partnerstvu
Dijon ima ugovore o partnerstvu sa sljedećim gradovima:
- Cluj-Napoca, Rumunjska
- Dallas, Teksas, SAD
- Mainz, Njemačka
- Opole, Poljska
- Pečuh, Mađarska
- Reggio Emilia, Italija
- Skoplje, Makedonija
- Volgograd, Rusija
- York, Ujedinjeno Kraljevstvo

Osim činjenice da je Dijon jedan od francuskih gradova koji imaju najviše partnera, također je među prvim francuskim gradovima koji su nakon Drugog svjetskog rata sklopili ugovor o partnerstvu s nekim njemačkim gradom (u ovom slučaju Mainzom).

## Vanjske poveznice
|  | Zajednički poslužitelj ima još gradiva o temi Dijon |

- Službena stranica (fr.) (engl.) (njem.)
- Stranica Turističke zajednice (fr.) (engl.) (njem.)